# Cilly Aussem
Cäcilia Edith Aussem (Colonia, 4 gennaio 1909 – Portofino, 22 marzo 1963) è stata una tennista tedesca.

## Biografia
Dopo aver studiato a Ginevra ritorna a Colonia dove inizia la sua carriera tennistica.
Nel 1931 vinse l'Open di Francia singolare femminile, trionfando su Betty Nuthall con il punteggio di 8-6, 6-1. Nello stesso anno vinse anche il torneo di Wimbledon singolare femminile battendo Hilde Sperling con 6-2, 7-5.
Per quanto riguarda il suo numero di rank, fu fra le prime dieci negli anni 1928, 1930, 1931 e 1934, giungendo al numero 2 nel 1930 e 1931, dietro a Helen Wills Moody.
Dopo aver perso al torneo di Wimbledon nei quarti di finale contro Helen Jacobs decise di ritirarsi, anche per via dei problemi di salute intercorsi, all'età di 25 anni.

## Riconoscimenti
Il suo volto venne scelto per la serie delle donne della storia tedesca (Frauen der deutschen Geschichte) una serie di francobolli speciale uscita dal 1986 al 1990.